# Clematis malacoclada
Clematis malacoclada är en ranunkelväxtart som beskrevs av Wen Tsai Wang. Clematis malacoclada ingår i släktet klematisar, och familjen ranunkelväxter. Inga underarter finns listade i Catalogue of Life.